# اسفنج آهکی آلکاتراز
اسفنج آهکی آلکاتراز (نام علمی: Clathrina alcatraziensis) نام یک گونه از رده اسفنج‌های آهکی است.